# Шевченка (Шепетівський район)
Шевче́нка — село в Україні, у Сахновецькій сільській громаді Шепетівського району Хмельницької області. Населення становить 88 осіб (2001).

## Населення

### Мова
Розподіл населення за рідною мовою за даними перепису 2001 року:
| Мова       | Кількість | Відсоток |
| ---------- | --------- | -------- |
| українська | 88        | 100%     |

## Географія
Село розташоване на лівому березі річки Хомора.